# Salvador Esquer
José Salvador "Salva" Esquer Bisbal, född 8 januari 1969 i Algemesí, är en spansk tidigare handbollsspelare (mittsexa). Han spelade 81 landskamper och gjorde 167 mål för Spaniens landslag från 1993 till 1999. Han var med och tog OS-brons 1996 i Atlanta.

## Klubbar
- CB Alzira (1988–1996)
- SD Teucro (1996–1997)
- CB Caja Cantabria (1997–1999)
- CB Ademar León (1999–2000)
- Eresa Valencia (2000–2003)